# أفغان (تشابهار)
أفغان (بالفارسية: افغان) هي قرية تقع في البلدة المركزية في إيران. يقدر عدد سكانها بـ 266 نسمة بحسب إحصاء 2016.